# 왕열
왕열(王烈, 141년? 142년? ~ 218년? 219년?)은 후한 말의 인물로, 자는 언방(彦方)이며 병주(幷州) 태원군(太原郡) 사람이다.

## 사적

### 진식의 제자
젊어서 영천(潁川)으로 가 진식(陳寔)을 섬겼고, 진식의 두 아들과 벗하며 지냈다. 당시 순상(荀爽) · 가표(賈彪) · 이응(李膺) · 한융(韓融) 등이 모두 진식에게 가르침을 청하였으나, 그 중 왕열의 기량이 워낙 뛰어나 모두 감복하며 그를 따랐다.
영천에서 공부를 마친 왕열은 고향으로 돌아와 학교를 세우고, 마을 사람들을 교화시키는 데에 힘썼다. 왕열의 문인들은 그의 집을 드나들 때 용모를 단정히 하고, 바깥에서는 걸음걸이마저 달랐기에 사람들이 모두 왕열의 문인임을 알아차릴 정도였다. 마을에 이러한 풍조가 생기니 모두 선한 사람이 되었다.

### 도둑의 뉘우침
어느날 도둑이 소를 훔쳤다가 붙잡혔는데, 도둑이 죄를 빌며 말하였다.
| “ | 제가 무엇엔가 홀렸나 봅니다. 앞으로는 착하게 살겠습니다. 용서해 주시더라도 왕열에게만은 알리지 말아 주십시오. | ” |

왕열은 이 말을 듣고 사람을 보내 그를 용서해 주고 베 한 필을 내려주었다. 그 이유를 물으니, 왕열이 말하였다.
| “ | 옛날에 진(秦)나라 목공(穆公)은 자신의 준마를 잡아먹은 사람에게 술을 주었는데, 그 사람은 죽음을 무릅쓰고 목공을 위기에서 구해 주었습니다. 지금 이 도둑은 잘못을 뉘우칠 줄 아는 자라서 제가 알까 걱정하는 것입니다. 나쁜 짓을 저지른 것을 부끄러워하니 반드시 착한 마음이 생겨날 것입니다. 때문에 저는 베를 주어 격려한 것입니다. | ” |

그 해에 어떤 노인이 무거운 짐을 지고 길을 가고 있었는데, 어떤 사람이 짐을 대신 들어주고 수십 리를 함께 가 주었다. 노인은 집에 다다라 그의 이름을 물었으나 가르쳐주지 않고 갔다. 그런데 노인은 오던 길에 칼을 떨어뜨렸음을 알고 다시 되돌아갔다.
한편 나중에 그 길을 지나가던 사람이 칼을 발견했는데, 그대로 두고 가려다가 다른 사람이 가져갈까 걱정되어 주인이 올 때까지 칼을 지키고 서 있었다. 해가 저물어 노인이 오니 칼을 주었는데, 알고 보니 그는 아까 노인의 짐을 들어준 사람이었다. 노인은 그 사람의 옷자락을 붙잡고 말하였다.
| “ | 전에는 내 짐을 들어 주고 이름을 알려주지 않았는데, 이번에는 칼까지 지켜주었구려. 자네 같은 사람은 여태껏 본 적이 없으니, 이번에야말로 이름을 들어 왕열에게 말해야겠네. | ” |

그러고는 왕열에게 이 사실을 알리니, 왕열 또한 기특하게 여겨 사람을 시켜 그 사람이 누군지 알아보게 했는데 전에 소를 훔친 그 사람이었다. 왕열은 감탄하며 말하였다.
| “ | 소악(韶樂)은 아홉 가지 음이 어우러지고 우(虞)의 빈객들은 화목하게 지낸다더니, 사람을 감동시키면 이러한 경지에 이르는구나! | ” |

그러고는 사람들에게 이 사실을 알리고 그를 남다르게 대우했다.